# Marquesado de San Isidro
El marquesado de San Isidro fue un título nobiliario español, otorgado el 14 de enero de 1730 por el rey Felipe V de España, a favor del mecenas y oligarca Pablo Rui-Gómez Lasso de la Vega y Balmaseda, vizconde de Benafarces, caballero de la Orden de Santiago y regidor perpetuo de la ciudad de León.
El lema de los marqueses de San Isidro era Veritas de terra orta est et iustitia de caelo prospexit, que significa «La verdad brota de la tierra y la justicia observa desde el cielo».
A excepción del quinto titular, que fue dado sepultura en la Sacramental de San Isidro, los marqueses de San Isidro fueron enterrados en el convento de San Marcos en León, como marcaba su tradición.
Al morir sin descendientes el último marqués, el título no encontraría sucesor alguno pese a los intentos de la reina María Cristina de rehabilitarlo en la persona de su sobrino, con grandeza de España aparejada (trámite que había sido paralizado en su día tras la prematura muerte del rey meses después del aristócrata).

## Denominación
Su nombre se refiere a la Basílica de San Isidoro de León, en la provincia de León, en donde Alejandro de la Vega, familiar de Pablo Rui-Gómez, ejercía de abad. Es también en esta basílica en donde Alejandro de la Vega vendió, en 1728, los títulos de marqués de Iniza, marqués de Casa Montejo y marqués de Montemorana a petición de Felipe V. Dicho abad, «disponía de los títulos firmados en blanco por el rey y de los contactos necesarios en la corte para poner en el mercado tan preciados honores».

## Patrimonio histórico
En la comarca de Las Merindades (Burgos), se halla un castillo de piedra construido en el siglo XVIII para el marqués de San Isidro.

En lo que en la actualidad se define como el Corral de San Guisán (León), se encontraba, antes de un aparatoso incendio en 1942, el icónico palacio barroco de los marqueses de San Isidro. 

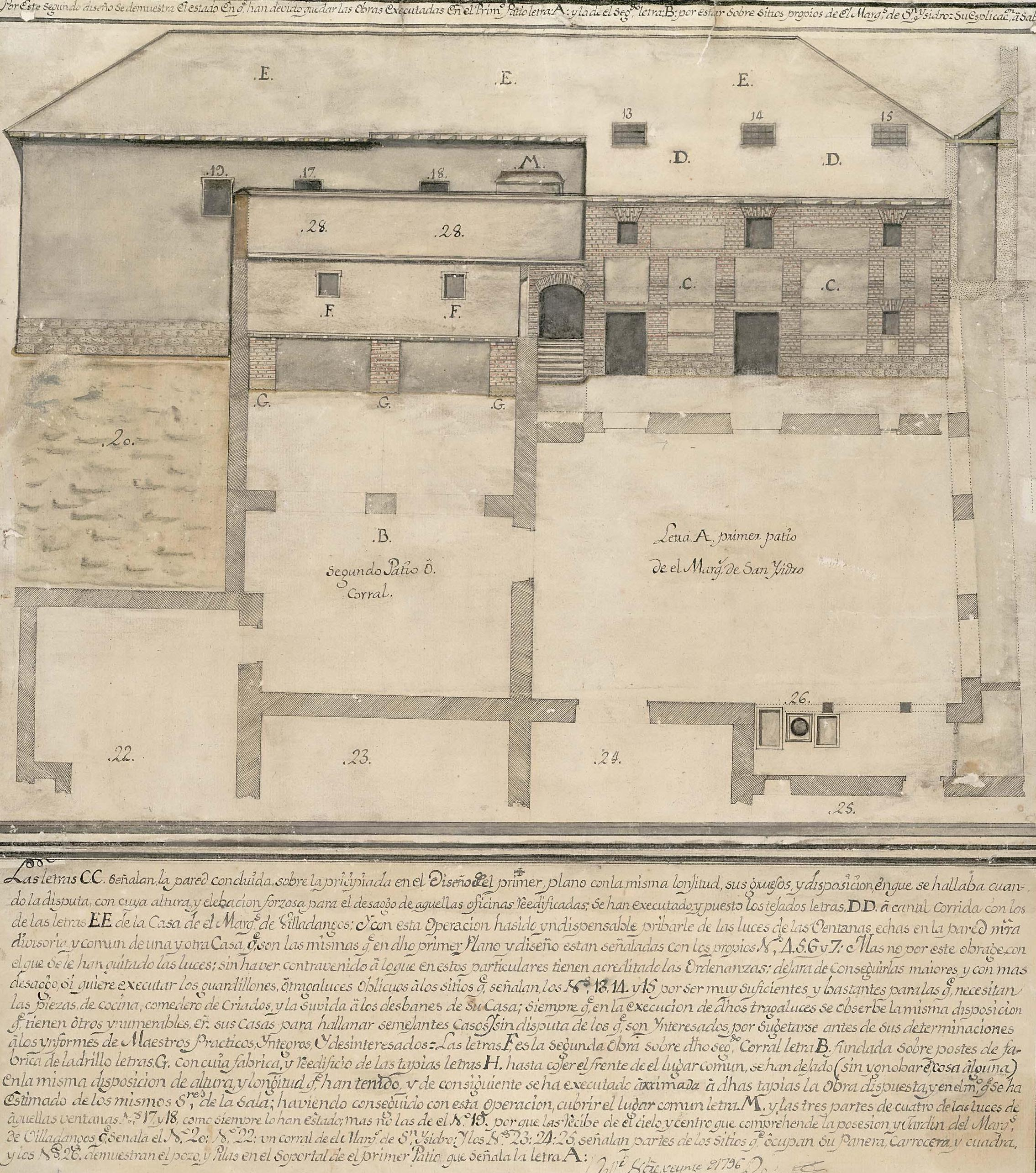
Plano delantero de principios del siglo XVIII del emblemático palacio barroco de los marqueses de San Isidro en León, España

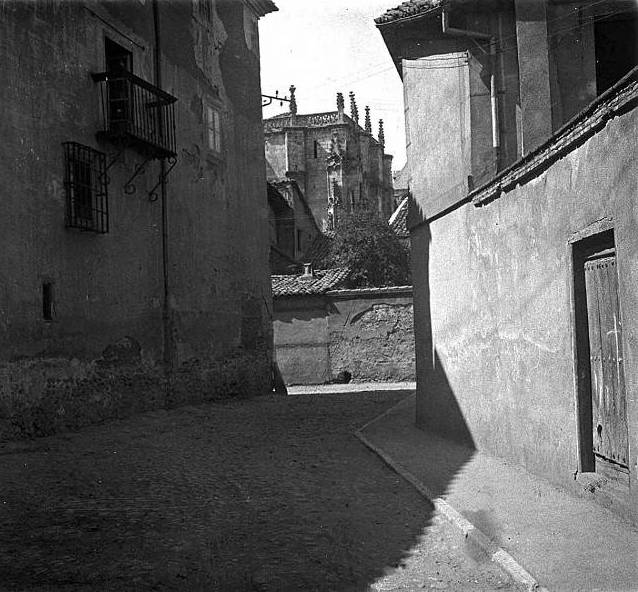
Antigua fotografía de León. A la izquierda, la esquina del desaparecido palacio de los marqueses de San Isidro y al fondo, la fachada este de la Basílica de San Isidoro

Se trataba de un gran palacio del siglo XVIII con fachada de piedra, arco de medio punto y balcones de ancha repisa sobre cartelas de hierro. En 1935, el palacio aún conservaba en su interior la gran escalera, parte del patio con columnas y en salones o puertas, algunas pinturas de época. Los coches de caballos se trasladaron al museo del Convento de San Marcos.
En este palacio se fundó la Falange Española de León, donde José Antonio Primo de Rivera participó en un acto. Continuó siendo habitado hasta el 19 de agosto de 1942, cuando fue consumido por el fuego. La juventud masculina de Acción Católica, que se encontraba domiciliada en el palacio por entonces, poco pudo hacer, ya que el fuego, que comenzó a las once de la mañana, se propagó rápidamente debido a los acabados en madera del interior del edificio. Numerosos cuerpos trabajaron en el incendio; la Guardia Civil, Guardia municipal, Policía armada, bomberos, arquitectos, camiones de la base de aviación y hasta el Regimiento de artillería de montaña n.º 31. Pese a los múltiples esfuerzos, solo se lograron salvar algunos muebles, pero desapareció todo vestigio de arte; retratos y cuadros. No obstante, ya en marzo de 1885, El Correo registraba en sus anales un violento incendio que destruía la residencia del marqués de San Isidro en la plaza mayor (sin aclarar si se trataba de otro palacio), así como el archivo de estadística de la ciudad.
En 2006, el alcalde de León, Francisco Javier Fernández, encargó que se escribiera un poema en recuerdo al palacio de los marqueses de San Isidro. Su autora fue María Alonso González.
Existe también, una calle en León que comienza en la rotulada como Plaza de San Francisco. En honor al iii marqués de San Isidro, Santos Rui-Gómez, y a sus notables logros durante la Guerra de la Independencia Española, se le dedicó una calle con el nombre de dicho marquesado.

## Marqueses de San Isidro

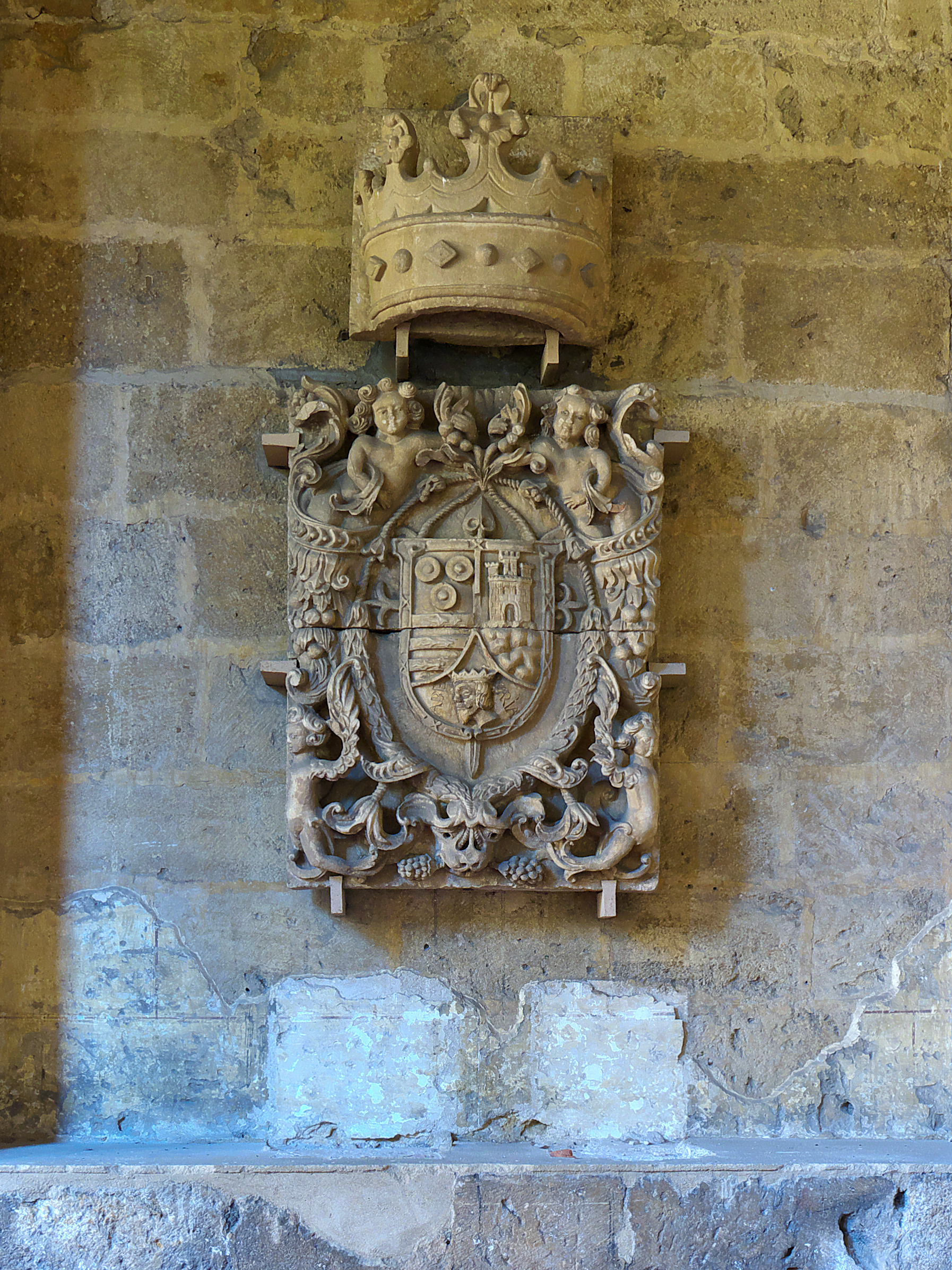
Escudo del i marqués de San Isidro en el Convento de San Marcos

|                       | Titular                                       | Periodo               |
| Creación por Felipe V | Creación por Felipe V                         | Creación por Felipe V |
| --------------------- | --------------------------------------------- | --------------------- |
| I                     | Pablo Rui-Gómez Lasso de la Vega y Balmaseda  | 1730-1742             |
| II                    | Juan Francisco Rui-Gómez y Bustamante         | 1742-1787             |
| III                   | Santos Rui-Gómez y de Prado                   | 1787-1813             |
| IV                    | Francisco de Paula Rui-Gómez y de la Quintana | 1813-1826             |
| V                     | Francisco Manuel Rui-Gómez y Domínguez        | 1828-1885             |

## Historia de los marqueses de San Isidro
- Pablo Rui-Gómez Lasso de la Vega y Balmaseda (fallecido en 1742), i marqués de San Isidro, vizconde de Benafarces, hijo de Francisco Roiz Gómez y Vanballero, regidor de León y caballero de la Orden de Santiago, y de María Jacinta de Balmaseda.[1]

Casó con Ana de Bustamante y Bergaño (en algunas fuentes citada como Rosa de Bustamante), hija los marqueses de Villatorre y vizcondes de Cabañas. Le sucedió su hijo:
- Juan Francisco Rui-Gómez y Bustamante (1726-1787), ii marqués de San Isidro,[1] señor de Benafarces y Lobones.

Casó con María Teresa de Prado Malleza Portocarrero y Luna, nieta de los marqueses de Prado y condes de Óbedos. Le sucedió su hijo:
- Santos Rui-Gómez y de Prado (1750-1813), iii marqués de San Isidro,[1] señor de Benafarces y Lobones.

Casó con Joaquina Gauna y Palafox, hija de los condes de Valdeparaíso, marqueses de Villaytre y marqueses de Añavete. Le sucedió por fallecimiento su primo:

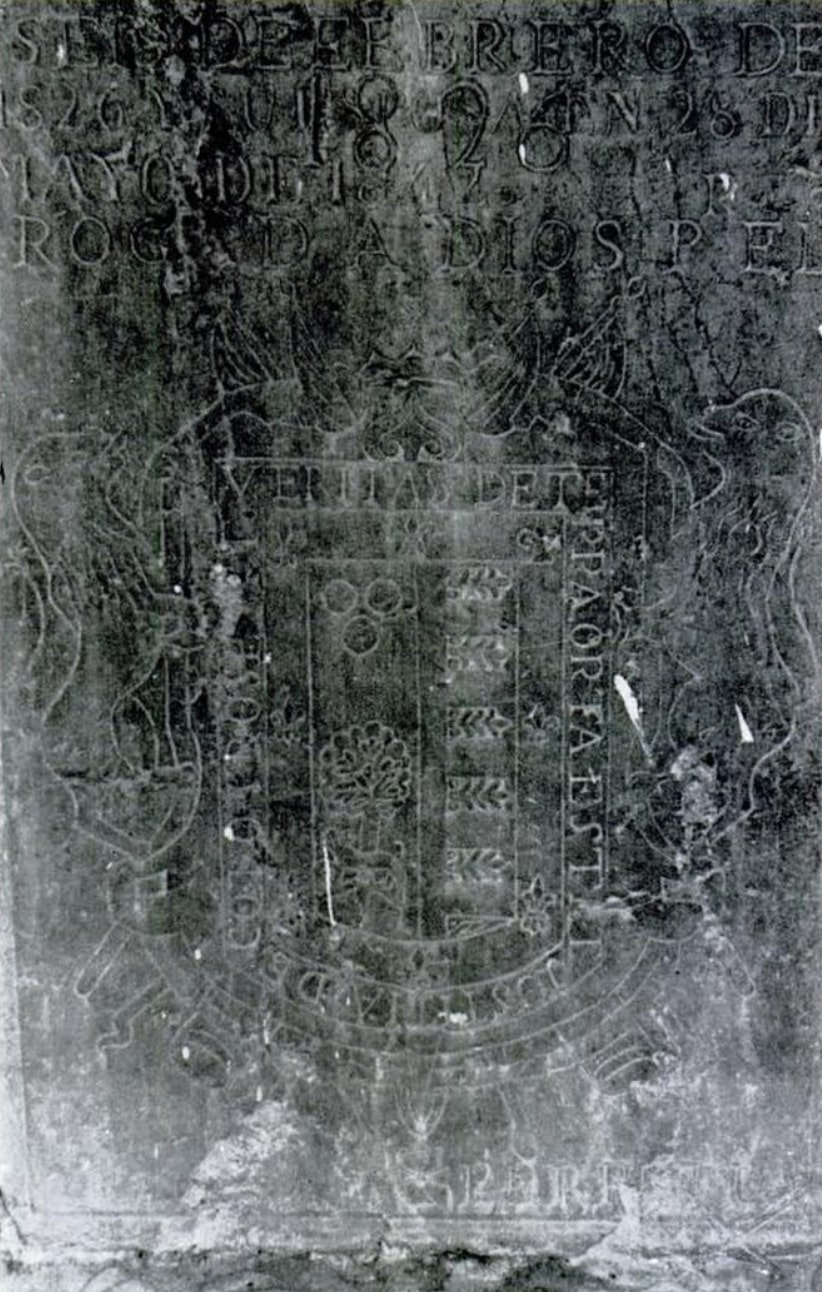
Tumba del iv marqués de San Isidro en el Convento de San Marcos

- Francisco de Paula Rui-Gómez y de la Quintana (1754-1826), iv marqués de San Isidro,[1]  señor de Benafarces y Lobones.

Casó con María del Rosario Domínguez. Le sucedió su hijo:
- Francisco Manuel Rui-Gómez y Domínguez (1804-1885), v marqués de San Isidro,[1] señor de Benafarces y Lobones, caballero de la Orden de Santiago, caballero de la Orden de San Juan de Jerusalén y gentilhombre de cámara con ejercicio de la reina Isabel II.

Casó con María del Carmen de Riobóo y Roldán,